# All Day and Night
All Day and Night è un singolo del DJ britannico Jax Jones, del DJ francese Martin Solveig e della cantante statunitense Madison Beer, pubblicato il 28 marzo 2019 come settimo estratto dal primo EP di Jones Snacks.

## Video musicale
Il video musicale è stato reso disponibile l'11 aprile 2019.

## Tracce
Testi e musiche di Timucin Lam, Martin Picandet, Rebecca Hill, Hailee Steinfeld, Camille Purcell, Janée Bennett e Mark Ralph.
Download digitale
1. All Day and Night – 2:49

Download digitale – Axwell Remix
1. All Day and Night (Axwell Remix) – 3:20

## Formazione
- Madison Beer – voce
- Jax Jones – produzione
- Martin Solveig – produzione
- Mark Ralph – missaggio, co-produzione
- Ross Fortune – ingegneria del suono
- Tom AD Fuller – ingegneria del suono

## Classifiche

### Classifiche settimanali
| Classifica (2019) | Posizione massima |
| ----------------- | ----------------- |
| Austria           | 60                |
| Belgio (Fiandre)  | 52                |
| Belgio (Vallonia) | 14                |
| Bulgaria          | 2                 |
| Croazia           | 4                 |
| Francia           | 82                |
| Germania          | 85                |
| Grecia            | 55                |
| Irlanda           | 7                 |
| Lettonia          | 39                |
| Lituania          | 21                |
| Paesi Bassi       | 74                |
| Polonia           | 3                 |
| Regno Unito       | 10                |
| Romania           | 19                |
| Slovacchia        | 65                |
| Slovenia          | 32                |
| Svizzera          | 77                |
| Ucraina           | 45                |

### Classifiche di fine anno
| Classifica (2019) | Posizione |
| ----------------- | --------- |
| Belgio (Vallonia) | 49        |
| Irlanda           | 41        |
| Polonia           | 32        |
| Regno Unito       | 52        |
| Romania           | 77        |
| Classifica (2020) | Posizione |
| Croazia           | 37        |